# Léopold Faye
Pour les articles homonymes, voir Faye.
Étienne Léopold Faye, né le 16 novembre 1828 à Marmande (Lot-et-Garonne) et mort le 5 septembre 1900 à Birac-sur-Trec (Lot-et-Garonne), est un avocat et homme politique français.

## Biographie
En tant qu'avocat il est secrétaire de Prosper Timbal, bâtonnier à Toulouse.

## Carrière politique
Lors de la crise du 16 mai 1877, il fut un des signataires du manifeste des 363.

### Mandats ministériels
- Sous-secrétaire d'État à l'Intérieur du 16 mai au 11 décembre 1876 dans le Gouvernement Jules Dufaure (4) ;
- Ministre de l'Instruction publique, des Cultes et des Beaux-Arts du 12 décembre 1887 au 2 avril 1888 dans le Gouvernement Pierre Tirard (1)[2] ;
- Ministre de l'Agriculture du 22 février 1889 au 16 mars 1890 dans le Gouvernement Pierre Tirard (2).

### Mandats électoraux
- Maire de Marmande du 4 septembre 1870 au 24 mai 1873 ;
- Député de Lot-et-Garonne du 2 juillet 1871 au 1er janvier 1879 (réélu le 20 février 1876 et le 28 octobre 1877), Gauche républicaine ;
- Sénateur de Lot-et-Garonne du 5 janvier 1879 au 5 septembre 1900 (réélu le 5 janvier 1888 et le 3 janvier 1897) ;
- Président du Conseil général de Lot-et-Garonne de 1880 à 1883 puis de 1886 à 1898 (Philippe Dauzon lui succède).

## Sources
- Ressources relatives à la vie publique :   - Sénat
  - Base Sycomore
- Ressource relative à la recherche :   - Persée
- Notices d'autorité :   - VIAF
  - ISNI
  - BnF (données)
  - IdRef
  - GND
- « Léopold Faye », dans Adolphe Robert et Gaston Cougny, Dictionnaire des parlementaires français, Edgar Bourloton, 1889-1891 [détail de l’édition]
- « Léopold Faye », dans le Dictionnaire des parlementaires français (1889-1940), sous la direction de Jean Jolly, PUF, 1960 [détail de l’édition]